# Christlich-Paneuropäisches Studienwerk
Das Christlich-Paneuropäische Studienwerk ist ein eingetragener Verein, der als Träger des sogenannten „Brüsewitz-Zentrums“ fungiert. Letzteres wurde nach dem evangelischen Pfarrer Oskar Brüsewitz benannt, der 1976 großes Aufsehen durch seine öffentliche Selbstverbrennung in Zeitz in der DDR erregte. Der Verein wählte diesen Namen trotz der Proteste der Evangelischen Kirche in Deutschland und der Witwe des Namensgebers.
Der Verein wurde am 18. Juni 1977 in Bad Oeynhausen auf die Initiative der Paneuropa-Mitglieder Olaf Kappelt, Bernd Posselt und Walburga Habsburg Douglas gegründet. Ziel des Vereins sollte es sein, die Verletzung der Religionsfreiheit in der DDR ins öffentliche Bewusstsein zu rücken. Unterstützt wurde die Gründung u. a. durch Otto von Habsburg sowie die Ministerpräsidenten Franz Josef Strauß, Bernhard Vogel und Gerhard Stoltenberg.
Das Brüsewitz-Zentrum wurde am 18. Oktober 1977 ebenfalls in Bad Oeynhausen eröffnet und zog 1984 nach Bonn um. Das Zentrum arbeitete u. a. mit der Internationalen Gesellschaft für Menschenrechte (IGFM) zusammen. Zuschüsse aus öffentlichen Mitteln erhielt der Verein durch das Bundesministerium für innerdeutsche Beziehungen, die Bundeszentrale für politische Bildung sowie die Europäische Gemeinschaft. Kuratoriumsmitglieder waren u. a. Otto von Habsburg, Heinrich Aigner, Hans Graf Huyn, Luděk Pachman, Heinrich Lummer und Lothar Bossle. Das Vorstandsmitglied Jörn Ziegler war von 1981 bis 1989 Vorstandssprecher der bundesdeutschen Sektion der IGFM und Vorsitzender der Deutschen Gildenschaft.
Satzungsmäßiges Ziel des Vereins ist es, „im christlichen Geiste der Grund- und Menschenrechte zur besseren Verständigung, Zusammenarbeit und Solidarität im ganzen deutschen Volk, in Europa und zwischen den Völkern der Welt beizutragen“. Zur Arbeit des Vereins gehörte das Verbreiten von Veröffentlichungen zu Fragen der Menschenrechte und Religionsfreiheit, direkte juristische und materielle Unterstützung von Christen in der DDR sowie die Betreuung von DDR-Flüchtlingen. Die Vereinsmitglieder verstanden sich als radikal antikommunistische Organisation und wandten sich gegen kirchliche Kreise in der DDR, die eine Verständigung mit deren Regierung suchten. Mit der Wiedervereinigung verlor das Studienwerk seine Bedeutung, die Vereinsmitglieder blieben jedoch in Zirkeln wie dem rechtskonservativen Studienzentrum Weikersheim aktiv.
In der Folge der deutschen Einheit 1990 wurden die Aktivitäten des Vereins zurückgefahren, und das Zentrum zog erneut nach Woltersdorf um. Vorsitzender des Brüsewitz-Zentrums bzw. des Christlich-Paneuropäische Studienwerkes ist Wolfgang Stock, der ebenfalls in Woltersdorf wohnt. Das Brüsewitz-Zentrum hat seinen gesamten Aktenbestand am 27. Mai 2004 der Bundesstiftung zur Aufarbeitung der SED-Diktatur übergeben.